# Cratere Khado
Khado è un cratere sulla superficie di Rea.